# Euro Offroad Series
Die Euro Offroad Series (EOS) ist eine Rennserie für funkferngesteuerte Modellautos in Europa. Organisiert wird die Serie von Uwe Rheinard und Scotty Ernst. Sie ist eine Schwesterserie der Euro Touring Series (ETS) und der Euro Nitro Series (ENS).
Seit 2008 wurde schon mit der ETS eine Rennserie für Modelle im Maßstab 1:10 auf Glattbahnen (Teppich, Asphalt) ausgetragen. 2011 wurde dann in Tomelilla ein Pilotrennen zur Euro Offroad Series, welche das Konzept der ETS auf den Offroad-Bereich übertrug, ausgetragen. Ab 2012 wurde die aus drei Rennen bestehende Serie erstmals mit einer Meisterschaftswertung veranstaltet. Schon in der zweiten Saison 2012/13 wurden nun vier Rennen ausgetragen und die Rennen in der Winter verlagert.
Obwohl sie eine Offroad-Serie ist, werden die Rennen ausschließlich in Hallen und auf Teppich ausgetragen. Unebenheiten und Gelände werden durch künstliche Sprünge und Hindernisse umgesetzt.

## Technik
Ausgetragen werden die Rennen ausschließlich mit 1:10 Elektro-Modellen. Zum Einsatz kommen Buggies mit Heck- oder Allradantrieb (4WD und 2WD). Mit Start der Saison 2018/19 wurde die 2WD- und 4WD-Klasse um eine Unterklasse für Stock-Motoren erweitert.
Zu Beginn der Serie gab es auch Klassen für Short Course Trucks mit Heck- oder Allradantrieb (4WD SC und 2WD SC). Ab der Saison 2015/16 wurden diese final durch zwei Klassen 2WD Stadium Truck Modified und Stock ersetzt. In diesen sind heckangetriebene Truggies startberechtigt. Neu für die Saison waren die Klassen 2WD Stock und 4WD Stock, welche mit geringerer Motorleistung ausschließlich Hobbyfahrern offenstehen. Zur Wahrung der Chancengleichheit sind darüber hinaus auf Einheitsreifen eines Herstellers per Reglement festgelegt.
Das Reglement ist sehr offen gestaltet, sodass eine Vielzahl an Fahrzeugen startberechtigt ist. Durch diese Freiheiten nutzen auch viele Hersteller die EOS-Rennen, um Neuentwicklungen im Rennbetrieb auszutesten.

## Saisonübersicht
In jeder Saison werden aktuell vier Rennen ausgetragen. Die Rennen finden in entsprechend geeigneten Großsporthallen oder während Modellbaumessen statt. Zumeist handelt es sich um temporäre Rennstrecken.
| #  | Saison     | Lauf 1      | Lauf 2           | Lauf 3           | Lauf 4      | Lauf 5    | Lauf 6   |
| -- | ---------- | ----------- | ---------------- | ---------------- | ----------- | --------- | -------- |
| 10 | 2022/23    | Göttingen   | Worksop          | Daun (2023)      | -           | -         | -        |
| 9  | 2020/21/22 | Daun (2020) | Andernach (2020) | Andernach (2021) | Daun (2022) | -         | -        |
| 8  | 2018/19    | Nürburgring | Warschau         | Daun             | Trencin     | Andernach | Steyregg |
| 7  | 2017/18    | Warschau    | Daun             | Trencin          | Wels        | Andernach | -        |
| 6  | 2016/17    | Nürburgring | Warschau         | Trencin          | Andernach   | Wels      | -        |
| 5  | 2015/16    | Nürburgring | Trencin          | Mülheim-Kärlich  | Nürburgring | -         | -        |
| 4  | 2014/15    | Posen       | Berlin           | Wels             | Trencin     | -         | -        |
| 3  | 2013/14    | Posen       | Berlin           | Trencin          | Wels        | -         | -        |
| 2  | 2012/13    | Posen       | Langenfeld       | Leoben           | Dortmund    | -         | -        |
| 1  | 2012       | Hrotovice   | Charleroi        | Dortmund         | -           | -         | -        |

## Meister
| Saison     | 4WD             | 4WD Stock     | 2WD             | 2WD Stock     | Stadium Truck Modified | Stadium Truck Stock |
| ---------- | --------------- | ------------- | --------------- | ------------- | ---------------------- | ------------------- |
| 2020/21/22 | Michal Orlowski | Tristram Neal | Jörn Neumann    | Tristram Neal | Jörn Neumann           | Philipp Märzinger   |
| 2018/19    | Bruno Coelho    | Tim Kunz      | Michal Orlowski | Tim Kunz      | Jörn Neumann           | Bartosz Zalewski    |
| 2017/18    | Michal Orlowski | -             | Michal Orlowski | -             | Hupo Hönigl            | Bartosz Zalewski    |
| 2016/17    | Bruno Coelho    | -             | Michal Orlowski | -             | Hupo Hönigl            | Max Götzl           |
| 2015/16    | Bruno Coelho    | -             | Lee Martin      | -             | Jörn Neumann           | Björn Billino       |
| Saison     | 4WD             | -             | 2WD             | -             | Short Course 4WD       | Short Course 2WD    |
| 2014/15    | Lee Martin      | -             | Lee Martin      | -             | Jörn Neumann           | nicht ausgetragen   |
| 2013/14    | Jörn Neumann    | -             | Naoto Matsukura | -             | Jörn Neumann           | Torben Højfeldt     |
| 2012/13    | Jörn Neumann    | -             | Jörn Neumann    | -             | Jörn Neumann           | Tom Bujara          |
| 2012       | Jörn Neumann    | -             | Jörn Neumann    | -             | Jörn Neumann           | Gerd Strenge        |